# Labeo altivelis
Labeo altivelis е вид лъчеперка от семейство Шаранови (Cyprinidae).

## Разпространение
Видът е разпространен в Демократична република Конго, Замбия, Зимбабве, Малави и Мозамбик.